# Milena Harito
Milena Harito też jako: Milena Harito-Shteto (ur. 4 października 1966 w Tiranie) – albańska informatyk i polityk, minister innowacji, informacji i technologii komunikacyjnej  Albanii (2013-2017).

## Życiorys
Córka Fatosa i Tatjany. W 1989 ukończyła studia za zakresu informatyki na Wydziale Nauk Przyrodniczych Uniwersytetu Tirańskiego, w tym samym roku rozpoczęła pracę naukową w katedrze informatyki UT. Studia z zakresu technologii informatycznych kontynuowała na Uniwersytecie Paris VI, gdzie w roku 1997 obroniła pracę doktorską. Pracowała jako menedżer we francuskiej filii firmy Telecom ORANGE. W czerwcu 2013 została wybrana deputowaną do parlamentu z listy Socjalistycznej Partii Albanii. W 2013 objęła stanowisko ministra innowacji w rządzie Ediego Ramy. W grudniu 2013 zrezygnowała z mandatu deputowanej do parlamentu.
W okresie sprawowania urzędu ministerialnego kierowała reformą administracji publicznej, a także prowadziła proces cyfryzacji administracji centralnej. W 2017 została odznaczona francuskim Orderem Narodowym Zasługi.

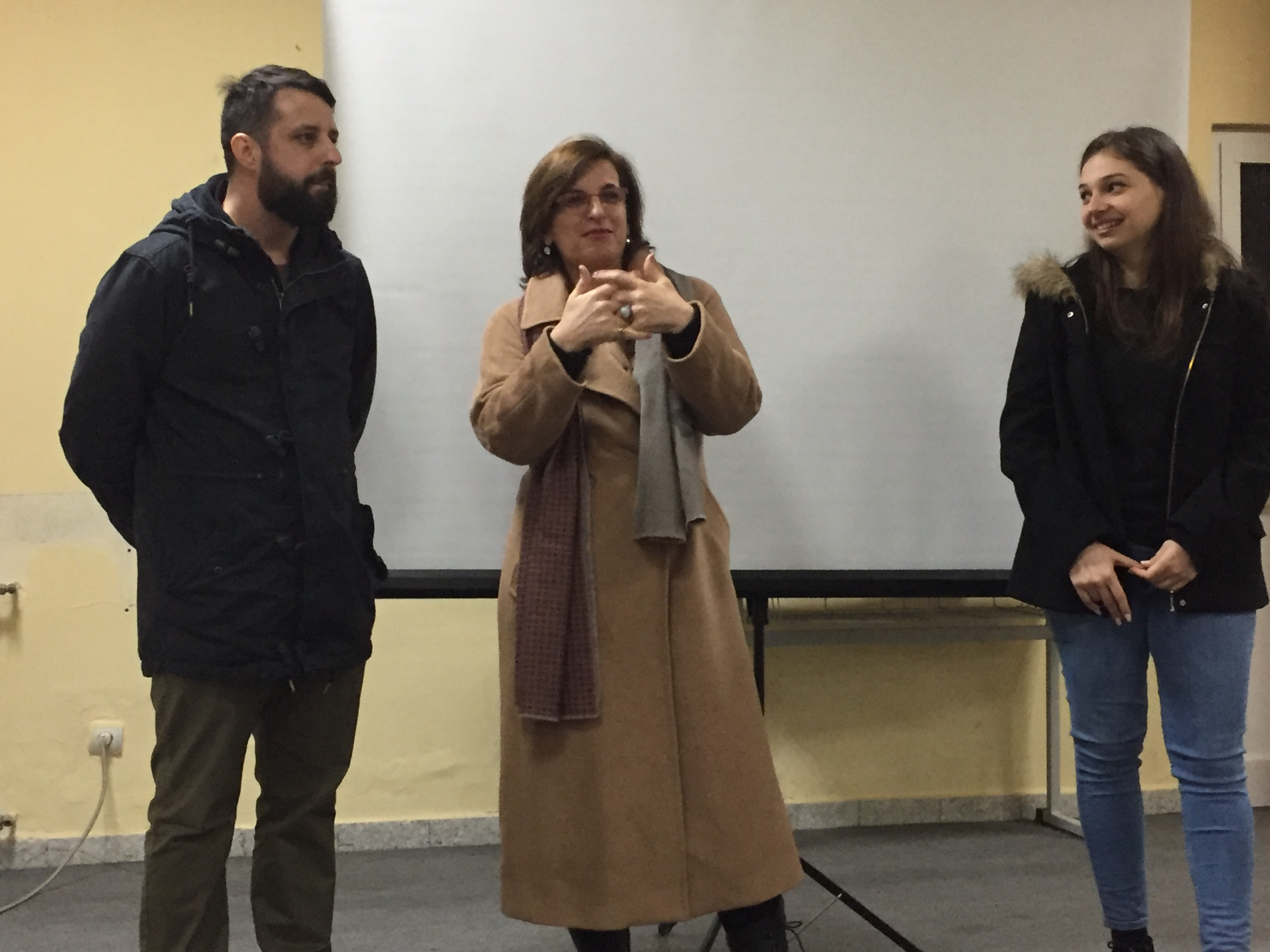
Spotkanie z minister Mileną Harito w ramach Tygodnia Wikipedii w 2016 w Tiranie

Jest mężatką (mąż Isidor Shteto), ma dwoje dzieci.